# Pancirka
Pancirka ili neprobojni prsluk dio je zaštitne opreme prvenstveno namijenjen za zaštitu prsnog koša, trbuha i leđa od vatrenog oružja sprječavanjem proboja metka i amortizacijom njegovog udara. 
Danas se pancirke uglavnom izrađuju od gusto tkanih vlakana, prvenstveno kevlara. Općenito ih koriste: vojska i tijela za provođenje zakona (policija, žandarmerija, carina, zatvorski nadzor itd.). Ova vrsta prsluka može zaštititi onoga tko ga nosi od projektila iz pištolja i određenih pušaka, kao i od šrapnela iz određenih eksplozivnih naprava kao što su granate. 
Metalne ili keramičke pločice mogu se umetnuti u za to predviđene džepove na prednjoj i stražnjoj strani pancirke, kako bi im se omogućilo zaustavljanje streljiva sa snagom većom od zaštite koju nudi sam prsluk, nauštrb težine, koja može biti pločama povećana za nekoliko kilograma. Policijske snage uglavnom nose samo prsluk, dok keramičke ili metalne pločice koriste nacionalne vojske ili specijalne policijske interventne snage, kao što su američki SWAT ili francuski BRI. 
Pancirka je dizajnirana samo za zaštitu od određene razine prijetnje i stoga nije posve sigurna. Postoje vrlo učinkovita oružja koja ih mogu probiti, poput oklopnog streljiva poput 5,7x28 mm ili ruskog 7N21 čija je jezgra izrađena od čelika.